# Pullay
Pullay é uma comuna francesa na região administrativa da Normandia, no departamento de Eure. Estende-se por uma área de 12,15 km². Em 2010 a comuna tinha 458 habitantes (densidade: 37,7 hab./km²).